# Nicea (mitologia)
Segons la mitologia grega, Nicea (en grec antic: Νικαία, Nikaia) va ser una nàiade, filla del riu Sangari i de la deessa Cíbele.
Li agradava la caça, i això no li deixava temps per l'amor. Quan un pastor de Frígia, Himne, la va festejar, només va rebre menyspreu per part d'ella. Com que el pastor no es resignava, Nicea el va matar amb una fletxa. Eros, indignat com els altres déus per aquest acte de violència, va inspirar una intensa passió a Dionís cap a Nicea, a la que l'havia vist nua mentre es banyava. Nicea tampoc va cedir als requeriments del déu i el va amenaçar que patiria la mateixa sort que Himne. Dionís va transformar l'aigua de la font on ella bevia en vi, i la va emborratxar, i no li va costar gens posseir-la. D'aquesta unió en va néixer una filla, Tèlete. Nicea es va voler suïcidar, però va acabar reconciliant-se amb Dionís, amb qui va tenir més fills, entre els quals un noi anomenat Sàtir. En tornar de l'Índia, Dionís va fundar en honor seu la ciutat de Nicea.